# Административное деление Исландии
Административное деление Исландии — деление Исландии на регионы.

## Историческое деление Исландии

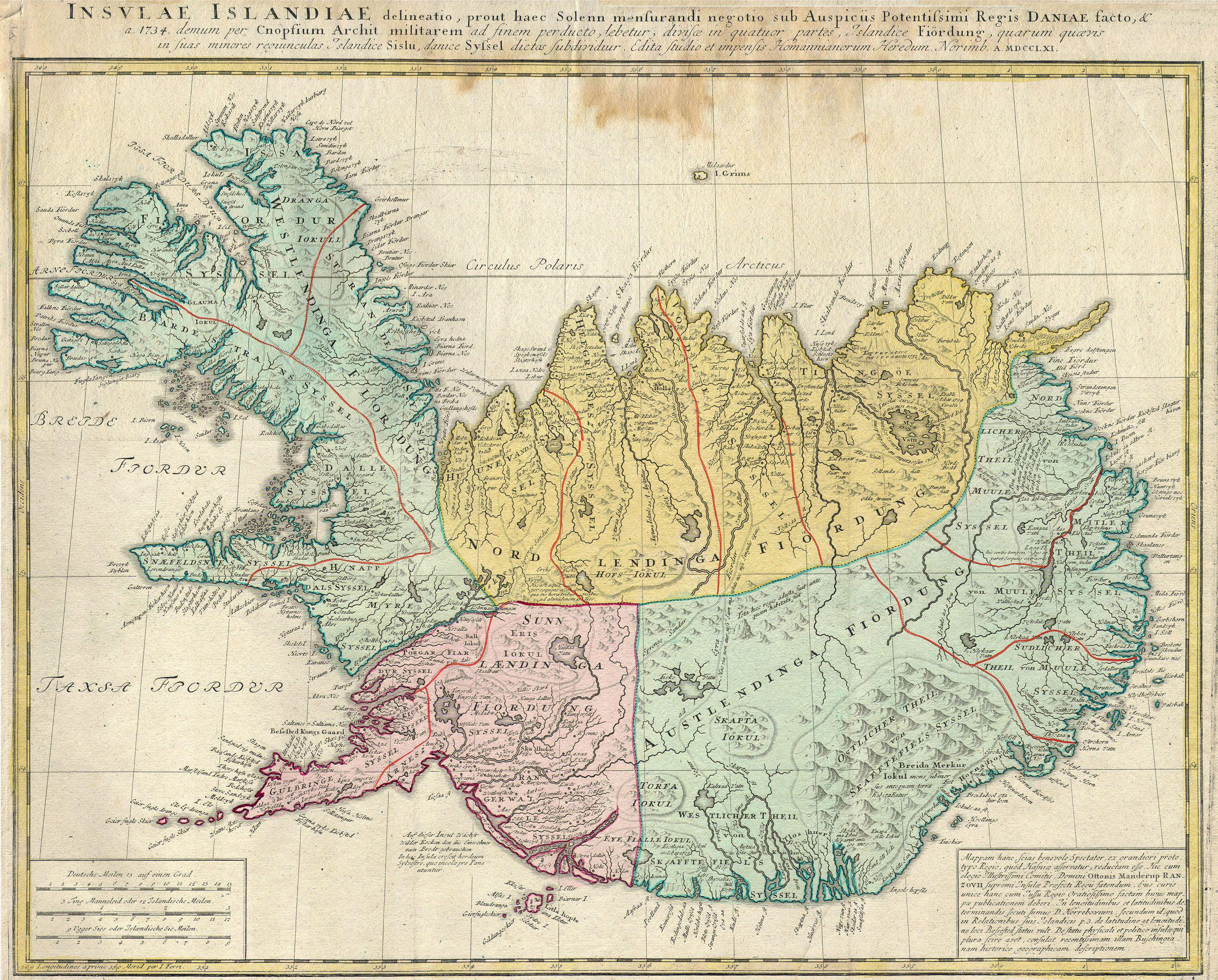
Историческое деление Исландии на 4 части на карте 1761 года

Традиционно Исландия разделялась на четверти (исл. landsfjórðungar) по сторонам света:
- Vestfirðingafjórðungur (Breiðfirðingafjórðungur)
- Norðlendingafjórðungur (Eyfirðingafjórðungur)
- Austfirðingafjórðungur
- Sunnlendingafjórðungur (Rangæingafjórðungur)

Позднее оформились административные округа — сислы (исл. sýslur) и самоуправляемые общины.
Первое законодательное закрепление административного деления страны произошло в провозглашённой в 1874 году конституции острова в составе Дании.

## Современное районирование Исландии

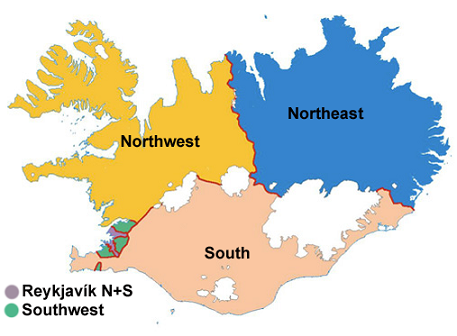
Избирательные округа Исландии

В Исландии существует несколько систем территориального деления страны:
1) на 6 избирательных округов (исл. kjördæmi)
2) на 8 статистических регионов (исл. landsvæði / héruð)
3) на 23 традиционных округа (исл. sýsla, sýslur, сисла) и в них 24 административно независимых города (исл. kaupstaðir)
4) на 76 общин, или муниципалитетов (исл. sveitarfélög)
Органы местного самоуправления формируются общинами, а органы государственного управления, как правило, осуществляют свои функции на территории традиционных округов.

## Сислы и городские округа

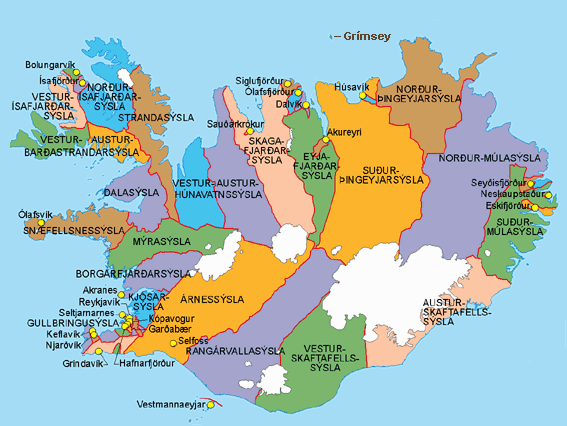
Сислы и городские округа Исландии

Названия исландских сисл транскрибированы согласно инструкции по русской передаче географических названий Исландии и правил практической транскрипции имен и названий. 
| Сислы: - Аурнессисла - Боргарфьярдарсисла - Вестюр-Бардастрандарсисла - Вестюр-Исафьярдарсисла - Вестюр-Скабтафедльссисла - Вестюр-Хунаватнссисла - Гюдльбрингюсисла - Даласисла - Кьоусарсисла - Мирасисла - Нордюр-Исафьярдарсисла - Нордюр-Муласисла - Нордюр-Тингейярсисла - Раунгаурвадласисла - Скагафьярдарсисла - Снайфедльснес-ог-Хнаппадальссисла - Страндасисла - Сюдюр-Муласисла - Сюдюр-Тингейярсисла - Эйстюр-Бардастрандарсисла - Эйстюр-Скабтафедльссисла - Эйстюр-Хунаватнссисла - Эйяфьярдарсисла | Городские округа: - Акранес (исл. Akranes) - Акюрейри (исл. Akureyri) - Аульфтанес (исл. Álftanes) - Болунгарвик (исл. Bolungarvík) - Вестманнаэйяр (исл. Vestmannaeyjar) - Гардабайр (исл. Garðabær) - Гриндавик (исл. Grindavík) - Грюндарфьордюр (исл. Grundarfjörður) - Дальвик (исл. Dalvík) - Исафьордюр (исл. Ísafjörður) - Кеблавик (исл. Keflavík) - Коупавогюр (исл. Kópavogur) - Нескёйпстадюр (исл. Neskaupstaður) - Оулафсвик (исл. Ólafsvík) - Оулафсфьордюр (исл. Ólafsfjörður) - Рейкьявик (исл. Reykjavík) - Сейдисфьордюр (исл. Seyðisfjörður) - Сельфосс (исл. Selfoss) - Сельтьяднарнес (исл. Seltjarnarnes) - Сёйдауркроукюр (исл. Sauðárkrókur) - Сиглюфьордюр (исл. Siglufjörður) - Хабнарфьордюр (исл. Hafnarfjörður) - Хусавик (исл. Húsavík) - Эскифьордюр (исл. Eskifjörður) |

## Регионы Исландии
| № п/п | № на карте | Название региона   | Название региона  | Административный центр | Административный центр | Площадь (км²) | Население (чел., 2008) | Плотность (чел./км²) | Код ISO 3166 | Регионы Исландии                                              |
| ----- | ---------- | ------------------ | ----------------- | ---------------------- | ---------------------- | ------------- | ---------------------- | -------------------- | ------------ | ------------------------------------------------------------- |
| № п/п | № на карте | (рус.)             | (исланд.)         | (рус.)                 | (исланд.)              | Площадь (км²) | Население (чел., 2008) | Плотность (чел./км²) | Код ISO 3166 | Регионы Исландии                                              |
| 1     | 4          | Вестфирдир         | Vestfirðir        | Исафьордюр             | Isafjörður             | 09 409        | 07 279                 | 0,77                 | IS-4         |                                                               |
| 2     | 3          | Вестюрланд         | Vesturland        | Боргарнес              | Borgarnes              | 09 554        | 15 601                 | 1,63                 | IS-3         |                                                               |
| 3     | 5          | Нордюрланд-Вестра  | Norðurland Vestra | Сёйдауркроукюр         | Sauðárkrókur           | 12 737        | 07 392                 | 0,58                 | IS-5         |                                                               |
| 4     | 6          | Нордюрланд-Эйстра  | Norðurland Eystra | Акюрейри               | Akureyri               | 21 968        | 28 925                 | 1,32                 | IS-6         |                                                               |
| 5     | 8          | Сюдюрланд          | Suðurland         | Сельфосс               | Selfoss                | 24 526        | 23 972                 | 0,98                 | IS-8         |                                                               |
| 6     | 2          | Сюдюрнес           | Suðurnes          | Кеблавик               | Keflavík               | 0.0829        | 21 431                 | 25,850               | IS-2         |                                                               |
| 7     | 1          | Хёвюдборгарсвайдид | Höfuðborgarsvæðið | Рейкьявик              | Reykjavík              | 01 062        | 200 9690               | 189,240.0            | IS-1         |                                                               |
| 8     | 7          | Эйстюрланд         | Austurland        | Эйильсстадир           | Egilsstaðir            | 22 721        | 13 786                 | 0,61                 | IS-7         |                                                               |
|       |            | Исландия           |                   |                        |                        | 102 8060      | 319 3550               | 3,10                 | IS           | Деление Исландии на регионы с указанием границ общин Исландии |

## Общины Исландии

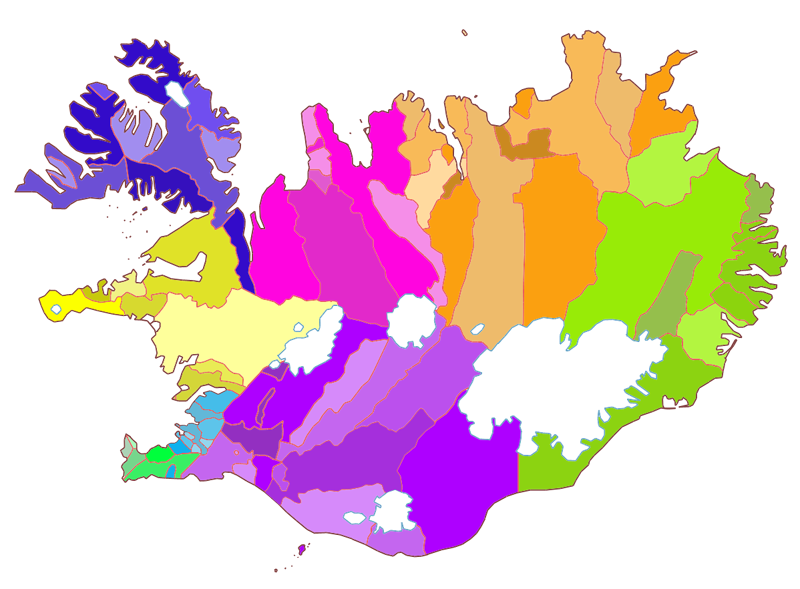
Общины Исландии

Общины Исландии (исл. Íslensk sveitarfélög) — административно-территориальные единицы в Исландии, самоуправление которых закреплено в Конституции Исландии. На 1 августа 2022 года в Исландии насчитывалось 64 общины. С 1973 года все общины Исландии являются членами Союза исландских общин и в каждой из них существует избираемое правление (совет) общины.
Представительный орган столичной общины — городское правление (исл. borgarstjórn), избираемое населением, исполнительный орган столицы — городскoй совет (исл. borgarráð), состоящий из городского старосты (исл. borgarstjóri) и городских советников, избираемый городским советом.
Представительные органы городских общин — городские правления (исл. bæjarstjórn), избираемые населением, исполнительные органы городов — городские советы (исл. bæjarráð), состоящий из городского главы (исл. bæjarstjóri) и городских советников, избираемые городскими правлениями.
Представительные органы сельских общин — правления общин (исл. sveitarstjórn), избираемые населением, исполнительные органы общин — советы общин (исл. sveitarráð), состоящий из главы общины (исл. sveitarstjóri) и советников, избираемые правлениями общин.